# Montongsari
Montongsari is een bestuurslaag in het regentschap Kendal van de provincie Midden-Java, Indonesië. Montongsari telt 2610 inwoners (volkstelling 2010).